# Coda EV
Coda EV – elektryczny samochód osobowy klasy kompaktowej produkowany pod amerykańską marką Coda w latach 2012 – 2013 i pod amerykańską marką Mullen jako Mullen 700e w latach 2014 – 2015.

## Historia i opis modelu

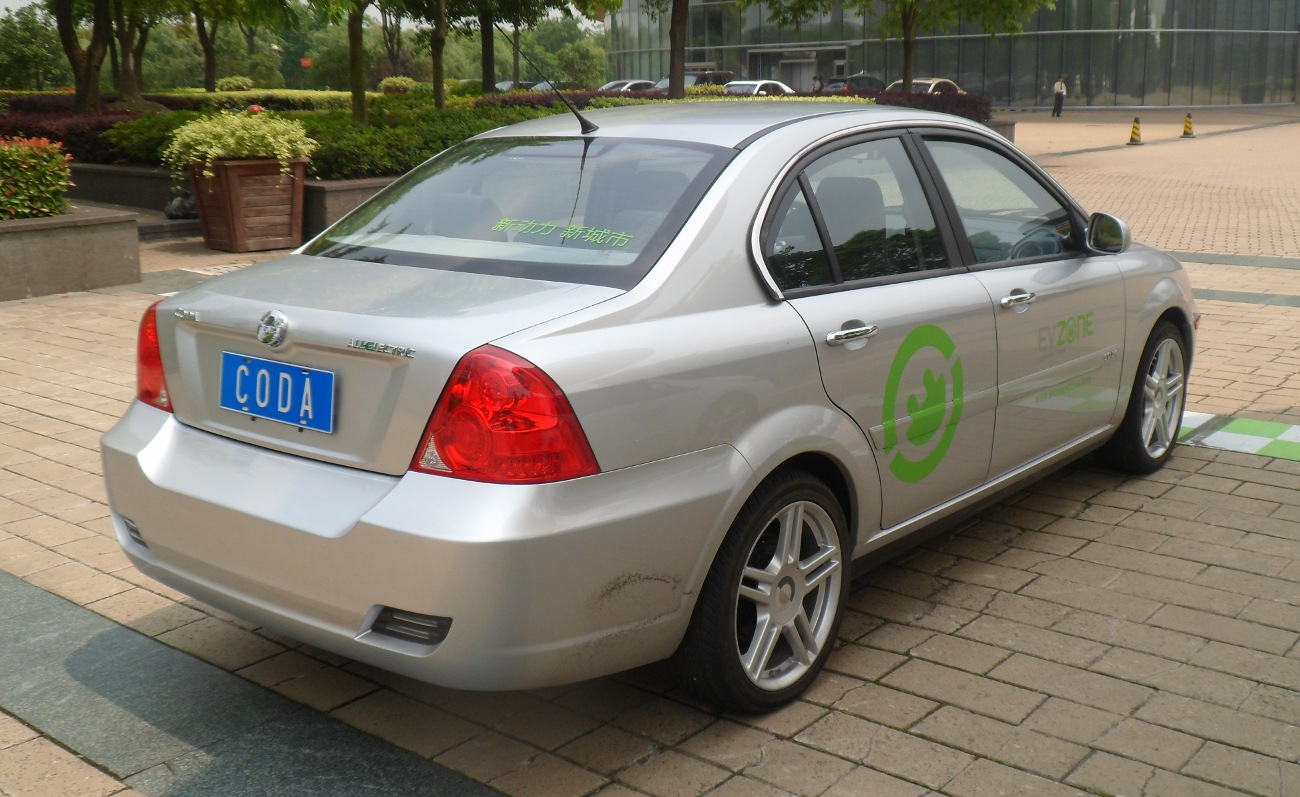
Coda EV - tył

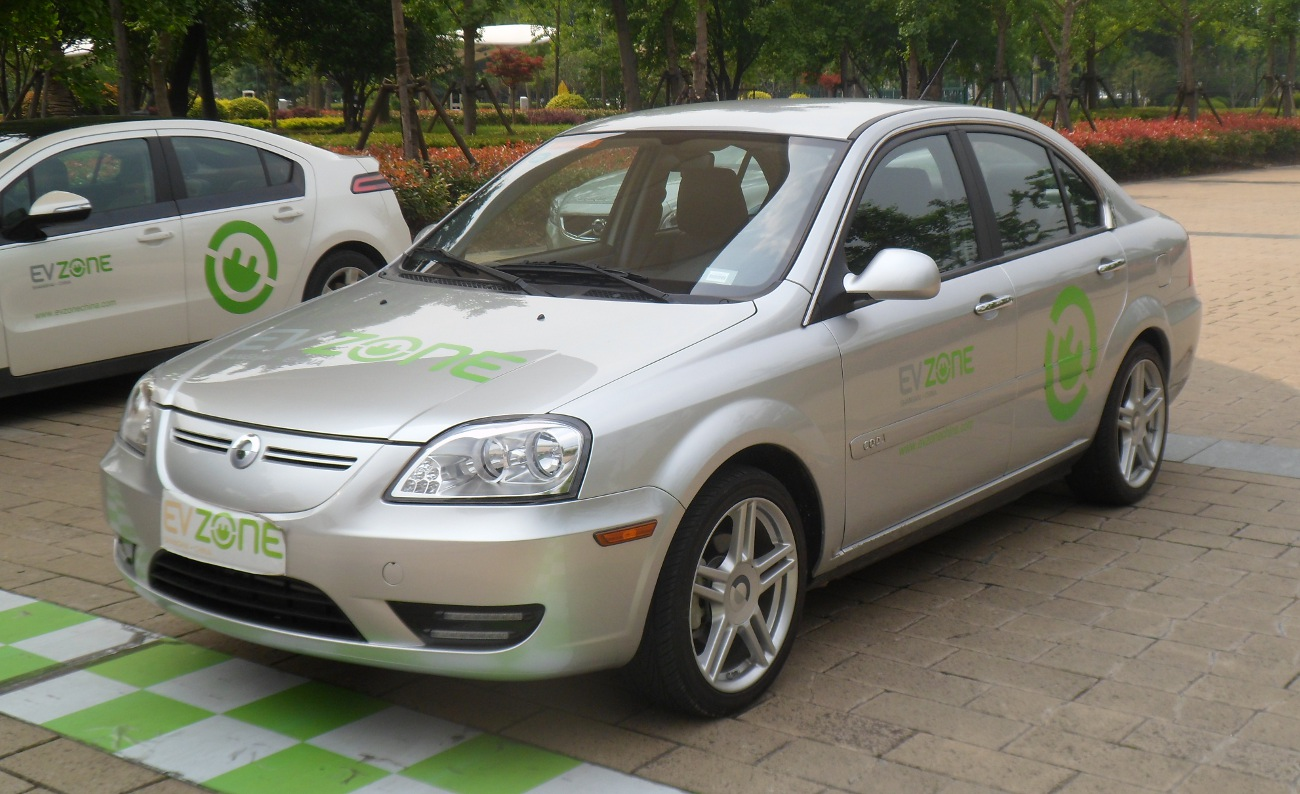
Coda EV

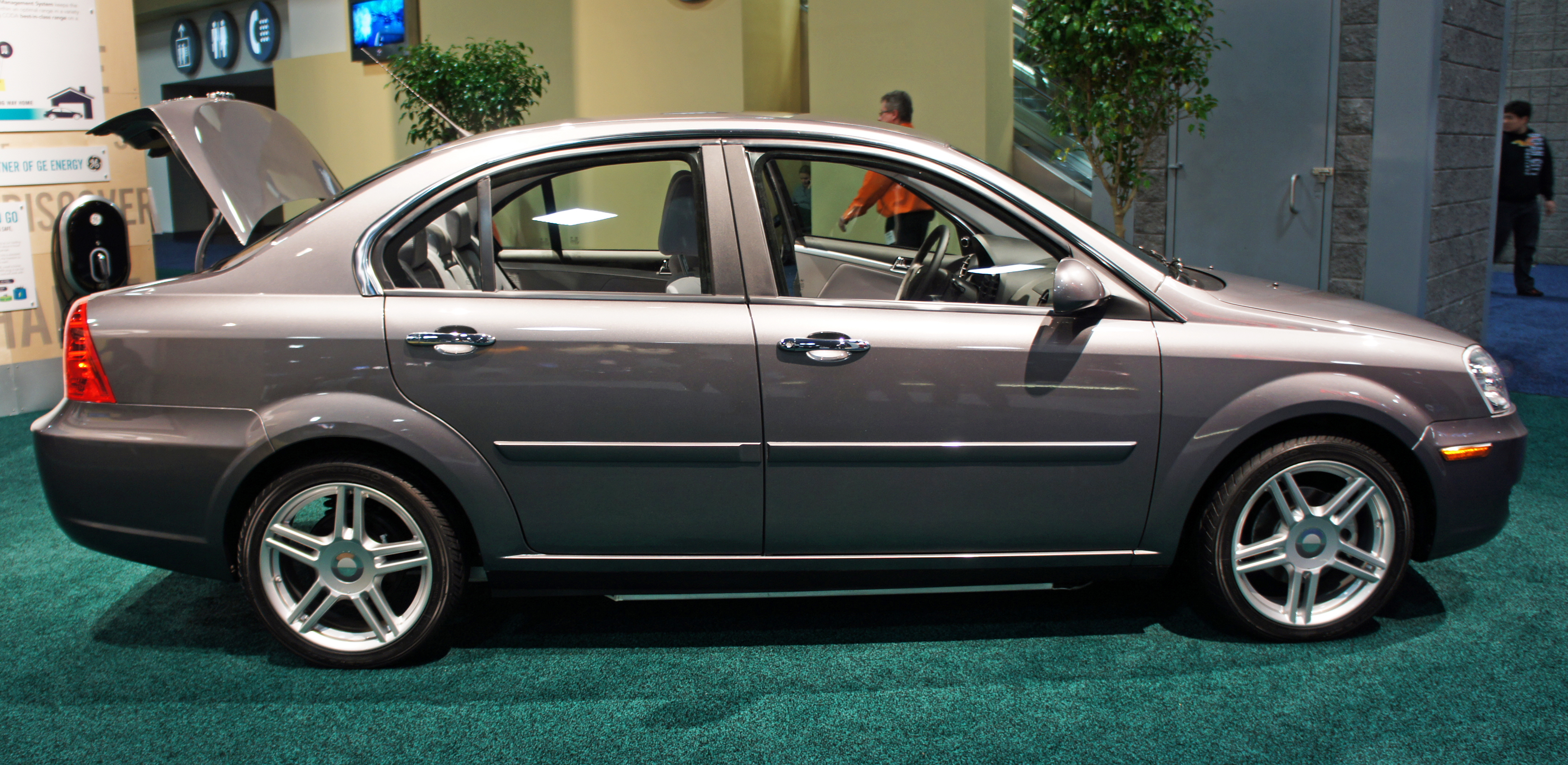
Coda EV - sylwetka

Pierwotnie samochód zadebiutował w lutym 2008 roku, będąc wynikiem współpracy amerykańskiego przedsiębiostwa Miles Electric Vehicles z chińskim przedsiębiorstwem Hafei koncernu FAW Group. Elektryczny sedan Miles XS500 powstał jako bliźniaczy wariant spalinowego Hafei Saibao 3, różniąc się od niego wizualnie jedynie innymi logotypami.
Ostatecznie plan wdrożenia do produkcji pojazdu powierzono innemu, spokrewnionemu amerykańskiemu startupowi Coda. Ponownie współpracując z Hafei w 2010 roku przedstawiono model o nowej nazwie Coda EV. W stosunku do chińskiego spalinowego pierwowzoru niego model Cody zyskał obszerniejsze niż model z 2008 roku modyfikacje, które objawiły się w wyglądzie pasa przedniego i innym kształcie zderzaków.

### Sprzedaż
Według pierwotnych planów spredaż Cody EV miała rozpocząć się w grudniu 2010 roku, jednak z powodu kłopotów jakościowych najpierw przesunięto ją na połowę 2011 roku, koniec 2011 roku i wreszcie luty 2012 roku, kiedy to produkcja modelu wystartowała z przeznaczeniem wyłącznie na rynek amerykańskiego stanu Kalifornia. Z powodu niewielkiego popytu, który nie spełnił oczekiwań producenta, Coda Automotive musiała zakończyć produkcję swojego samochodu w marcu 2013 roku, a dwa miesiące później ogłosiła bankructwo i zakończyła działalność. Udało się sprzedać 112 sztuk pojazdu.
W 2014 roku inne amerykańskie przedsiębiorstwo Mullen Technologies, które przejęło masę upadkościową po Codzie, próbowało wznowić produkcję elektrycznego sedana pod nową nazwą Mullen 700e. Przedstawiony na Los Angeles Auto Show samochód nie trafił jednak do seryjnej produkcji.

### Dane techniczne
Układ elektryczny samochodu Cody napędzany był silnikiem o mocy 130 KM mocy, co pozwalało rozpędzić się do 100 km/h w 9 sekund i osiągnąć maksymalną prędkość elektronicznie ograniczną do 137 km/h. Napęd współtworzył akumulator o pojemności 31 kWh, z czego zasięg sedana na jednym ładowaniu wynosił w zależności od warunków jazdy od 150 do 240 kilometrów.